# Landzmierz
Landzmierz (dodatkowa nazwa w j. niem. Landsmierz, w latach 1936-45 Neudeich) – wieś w Polsce, położona w województwie opolskim, w powiecie kędzierzyńsko-kozielskim, w gminie Cisek.
W latach 1954–1959 wieś należała i była siedzibą władz gromady Landzmierz, po jej zniesieniu w gromadzie Cisek. W latach 1975–1998 wieś administracyjnie należała do ówczesnego województwa opolskiego.

## Integralne części wsi
| SIMC    | Nazwa     | Rodzaj     |
| ------- | --------- | ---------- |
| 0492760 | Biadaczów | przysiółek |

## Historia
Wieś została założona w XVIII wieku. Od koca XVIII w. wieś posiadała pieczęć gminną, na której przedstawiono skrzyżowany lemiesz pługa z ostrzem kosy, nad nimi oko Opatrzności. W 1845 we wsi znajdował się młyn wodny, karczma i cegielnia.
7 lipca 2017 przez wieś przeszła trąba powietrzna, która zniszczyła 30 bundynków mieszkalnych. Lokalne media informowały, że straty są ogromne. Wieś została najbardziej poszkodowana przez nawałnicę w całej gminie Cisek.

## Edukacja
- Publiczna Szkoła Podstawowa w Landzmierzu, ul. Główna 51

## Komunikacja

### Układ drogowy
Przez Landzmierz przebiega ważna droga wojewódzka: 410.